# Jandira Martini
Jandira Lúcia Lália Martini (Santos, Brasil, 10 de junio de 1944-São Paulo, 29 de enero de 2024) fue una primera actriz brasileña.

## Biografía
Nació en Santos, se graduó en actuación en la Escuela de Arte Dramático de la Universidad de São Paulo (EAD-USP). Integró el elenco de varias telenovelas en TV Globo, y entre las interpretaciones más famosas se encontró el personaje de Zoraide, de la telenovela El Clon.
Desarrolló su carrera en el cine, teatro y televisión. Además escribió obras de teatro, guiones de cine, series y telenovelas.

## Trabajos en la televisión
- 1971 - Bandeira 2 (TV Globo) - Evanira
- 1976 - Saramandaia (TV Globo) - Railda
- 1980 - Chega Mais (TV Globo) - Adriana
- 1987 - Sassaricando (TV Globo) - Teodora Abdalla
- 1990 - A História de Ana Raio e Zé Trovão (Rede Manchete/Manchete/SBT) - Vitória Imperial
- 1991 - O Fantasma da Ópera (Manchete/SBT) - Marion Leik Fitzgerald
- 1994 - Éramos seis (SBT) - Dona Genu
- 1995 - Sangue do Meu Sangue (SBT) - Rebeca
- 1996 - Brava Gente (SBT) - Augusta Messinari
- 2001 - Os Maias (TV Globo) - Eugênia Silveira
- 2001 - El clon (TV Globo) - Zoraide
- 2003 - La casa de las siete mujeres (TV Globo) - Dona Antônia
- 2004 - A Diarista (TV Globo) - Dilma (episódio: Aquele com os Loucos)
- 2005 - América (TV Globo) - Odaléia de Oliveira
- 2007 - Amazônia, de Galvez a Chico Mendes (TV Globo) - Donana
- 2007 - Deseo prohibido (TV Globo) - Dona Guará
- 2008 - Casos e Acasos (TV Globo) - Dona Epitácia (episódio: O ultimato, o vândalo e a pensão)
- 2009 - India, una historia de amor (TV Globo) - Puja
- 2010 - Escrito en las estrellas (TV Globo) - Gildete (Madame Gilda)
- 2011 - Dinosaurios & Robots (TV Globo) - Salomé de Souza
- 2012 - La guerrera (TV Globo) - Vó Farid
- 2017 - Manual para se Defender de Aliens, Ninjas e Zumbis - Margô

## Cine
- 1990 - Uma Escola Atrapalhada[4]
- 2004 - Olga[5]